# Загадай любовь
«Загада́й любо́вь» — российская молодёжная мелодрама производства «Окапи Продакшн» по заказу онлайн-кинотеатра Okko, снятая по одноимённому бестселлеру Аси Лавринович. В главных ролях: Нелли Хапёрская, Олег Кочетов.
Премьера состоялась 23 ноября 2023 года в онлайн-кинотеатре Okko.

## Сюжет
Старшеклассница Наташа Зуева (Нелли Хапёрская) прихорашивается с утра перед зеркалом — в расписании школьных уроков есть урок географии, а девочка-подросток влюблена в учителя Антона Владимировича (Евгений Романцов), который старше её на семь лет.
За Наташей подсматривает жених её старшей сестры Эдик (Егор Кирячок), который, хотя уже и запланировал свадьбу, недвусмысленно намекает Наташе на тайные отношения. Рассказать о преследованиях ни сестре, ни маме, которые без ума от вежливого, обходительного и интеллигентного Эдика, она не может, поскольку они ей попросту не поверят.
Когда Эдик начинает проявлять настойчивость и даже встречает Наташу около школы, она обращается за помощью к однокласснику Тимуру Макееву (Олег Кочетов), попросив изобразить её парня. Он соглашается. Чтобы поддержать легенду, через несколько дней Тимур едет на дачу к Наташе, где отмечает день рождения её сестра. Там между одноклассниками возникают чувства, которые могли бы перерасти в нечто большее, если бы не проблема: Тимур не очень любит учиться, прогуливает занятия и частенько выводит из себя Антона Владимировича, чем очень нервирует Наташу…
Накануне Нового года учитель географии предлагает всему классу поехать на заснеженный горнолыжный курорт, но состоится ли эта поездка, и чем закончится — никто не знает…

## Производство
Сериал снят кинокомпанией «Окапи Продакшн» по заказу онлайн-кинотеатра Okko.
Сериал снят по одноимённому бестселлеру российской писательницы Аси Лавринович. Режиссёр Ольга Акатьева призналась, что о романах Лавринович узнала от дочери-подростка. При этом сама писательница также принимала участие в работе над картиной.
Съёмки проходили в Москве и Подмосковье в марте и апреле 2023 года.
Трейлер сериала вышел 10 ноября 2023 года.

Презентация и премьерный показ сериала прошли 22 ноября 2023 года в кинотеатре «Москино Музейный». В этот же день на музыкальных стриминговых сервисах состоялся релиз саундтрека «Загадай любовь» в исполнении Сергея Лазарева. 
Сергей Лазарев, певец:

«Признаюсь, песня „Загадай любовь“ покорила меня с первой ноты. Это настоящее посвящение первой любви. Уверен, песня станет хитом. А в качестве саундтрека одноимённого романтического молодёжного сериала — это точное попадание в десятку».
Премьера состоялась 23 ноября 2023 года на платформе онлайн-кинотеатра Okko.

## Актёры и персонажи

### Главные роли
| Актёр           | Роль         |
| --------------- | ------------ |
| Нелли Хапёрская | Наташа Зуева |
| Олег Кочетов    | Тимур Макеев |

### Роли второго плана / эпизоды
| Актёр                  | Роль                                  |
| ---------------------- | ------------------------------------- |
| Евгений Романцов       | Антон Золотухин (Золотко)             |
| Александр Баранов      | Дмитрий Мальцов (Спагеттина)          |
| Александр Югов         | Коля                                  |
| Алексей Коротков       | Борис Львович                         |
| Алина Кастырина        |                                       |
| Анастасия Байкаева     | Алла, девушка Золотко                 |
| Антон Левин            | Юра                                   |
| Арсений Вейс (Никитин) | Владимир Галушка                      |
| Валерий Афанасьев      | Михалыч, охранник                     |
| Варвара Шаталова       | Алина Зуева                           |
| Денис Фёдоров          | Егор                                  |
| Дмитрий Чеботарёв      | Влад, друг Тимура                     |
| Егор Герчаков          | Валера, друг Стаса                    |
| Егор Кирячок           | Эдуард Кравец                         |
| Екатерина Короткова    | Света                                 |
| Екатерина Стулова      | Виола Леонидовна Хлебникова, завуч    |
| Елена Ворончихина      | контроллёр                            |
| Елена Панова           | Вера Павловна Макеева                 |
| Елизавета Ищенко       | Маша Сабирзянова                      |
| Ёла Санько             | Алевтина Ивановна                     |
| Кристина Бабушкина     | Юлия Алексеевна Казанцева             |
| Максим Лагашкин        | Сергей Юрьевич Зуев                   |
| Мария Бречалова        | пассажирка                            |
| Маргарита Дьяченкова   | Соня                                  |
| Мария Миронова         | Марина Петровна Зуева                 |
| Милана Бру             | Катя                                  |
| Михаил Гудков          | Иван Жариков                          |
| Наталия Санько         | Анна Андреевна                        |
| Никита Манец           | Богдан, друг Тимура                   |
| Никита Тарасов         | врач в школьном медпункте             |
| Никита Табунщик        | Стас Калистратов                      |
| Никита Утёсов          | Саша, друг Стаса                      |
| Ольга Хохлова          | Нина Петровна Щелкаева                |
| Павел Басов            | Андрей Валентинович                   |
| Полина Абрашкина       | Снежана Ковалёва                      |
| Сергей Епишев          | Владимир Владимирович Макеев          |
| Софья Абрашкина        | Милана Ковалёва                       |
| Стефания Орловская     | Яна Казанцева                         |
| Татьяна Васильева      | Римма Павловна Калистратова, директор |
| Юлия Сулес             | Софья Павловна                        |
| Юрий Нифонтов          | мастер в ломбарде                     |
| Юрий Шлыков            | Николай Степанович                    |

## Сезоны и серии
| Серия | Дата выхода     | Краткое содержание |
| ----- | --------------- | --- |
| 1     | 23 ноября 2023  | Одиннадцатиклассница Наташа влюблена в географа и не замечает, как на неё смотрит ровесник Тимур.                                                           |
| 2     | 23 ноября 2023  | Тимур заступается в школе за Машу, над которой издевался хулиган. Эдик продолжает аккуратно оказывать знаки внимания Наташе.                                |
| 3     | 30 ноября 2023  | Алина празднует день рождения в загородном доме. Съезжаются все близкие люди, Наташа знакомит семью Тимуром, которого представляет своим молодым человеком. |
| 4     | 30 ноября 2023  | Наташа чувствует, что Тимур ревнует её к Антону Владимировичу. Старшеклассница впервые заходит к нему в гости.                                              |
| 5     | 7 декабря 2023  | Алина в сердцах винит Наташу в расставании с Эдиком. Наташа и Тимур вместе идут в кино на романтический фильм.                                              |
| 6     | 7 декабря 2023  | Алина, кажется, потихоньку отходит от разрыва с Эдиком. Сёстры наконец-то мирятся и вместе наряжают новогоднюю ёлку.                                        |
| 7     | 14 декабря 2023 | В отношениях Наташи и Тимура наметился очередной сложный период. Наташа ищет возможность поскорее помириться.                                               |
| 8     | 14 декабря 2023 | Школьники и Антон Владимирович не без приключений добираются до горнолыжной базы и весело отмечают Новый год.                                               |

## Музыкальное оформление
| Исполнитель / музыка | Трек             |
| -------------------- | ---------------- |
| Mary Gu              | «Не влюбляйся»   |
| Сергей Лазарев       | «Загадай любовь» |

## Цитаты
- «Ты такая наивная, Наташа. Как моя старая кошка»
- «Любить безответно — это как добровольно поджигать себя, делая себе больно. Гореть в огне, не зная, как выбраться из этого пламени»
- «Почему объятиям придают так мало значения? По-моему, это несправедливо»
- «Счастье — как здоровье: когда его не замечаешь, значит, оно есть»
- «Мечты имеют свойство сбываться тогда, когда нам это уже совсем не нужно»

## О сериале
Ася Лавринович, автор книги «Загадай любовь»:
«Непередаваемые, мурашечные и очень счастливые эмоции от происходящего. Моих героев ждут новые приключения — они оживут на экране. Рада быть частью этого процесса и благодарна профессионалам, которые исполнят мою заветную авторскую мечту».
Ольга Акатьева, режиссёр-постановщик сериала «Загадай любовь»:
«Об искренних и трогательных историях Аси Лавринович я узнала от дочери-подростка, которая фактически и стала инициатором экранизации романов. „Загадай любовь“ — первая ласточка в семействе проектов про старших школьников. Очень хочу, чтобы впечатления, которые будущие зрители получат от фильма были продолжением удовольствия от чтения книги».
Светлана Сонина, продюсер:
«Сейчас в кинематографе в отличие от литературы огромная нехватка добрых романтических историй любви для подростков и молодых людей. Эта экранизация именно такой милой и искренней книги очень важна для развития янг эдалт контента. Мы уделяем особое внимание этому направлению в формировании линейки наших оригинальных сериалов. Как показывает обратная связь от аудитории и наша аналитика — запрос у зрителя на такой контент есть. Молодая аудитория нуждается в историях на важные темы, рассказанных понятным ей языком».

## Критика
По мнению авторов проекта «Киносезон», этот сериал — «чудесная новогодняя сказка без тёмных сторон, без крови на асфальте и даже без интима». Но, отмечают критики, «концовку как-то быстро свернули, острые углы сами собой чудесным предновогодним образом сгладились, местами даже казалось — вот-вот выяснится, что это всего лишь добрый сон героини, и сейчас она проснётся, а всё ещё хуже, чем было».